# Aphis lupini
Aphis lupini är en insektsart som beskrevs av David D. Gillette och Palmer 1929. Aphis lupini ingår i släktet Aphis och familjen långrörsbladlöss. Inga underarter finns listade i Catalogue of Life.